# Sheila Jeffreys
Sheila Jeffreys (Regne Unit, 13 de maig de 1948) és una activista política feminista radical britànica, ex-professora universitària de Ciència política a la Universitat de Melbourne. L'any 1991 és traslladà de Londres a la ciutat australiana de Melbourne. És membre fundadora i part de la branca australiana de l'organització no governamental Coalition Against Trafficking in Women.
Algunes de les seves postures són: 
- El moviment pels drets de transexuals/transgènere és un moviment reaccionari que serveix al patriarcat i l'homofòbia.
- La cultura lèsbica (ella mateixa és lesbiana) ha estat corrompuda per la influència negativa dels gais.
- La moda a les dones, quant a pentinats i roba, és una forma de submissió al sadisme patriarcal.
- La cirurgia cosmètica, pírcing, transexualisme i masoquisme són formes de violència sexual patriarcal contra les dones.

## Obres seleccionades
Algunes de les seves obres comprenen:
- The Spinster and Her Enemies: Feminism and Sexuality, 1880-1930 (1985/1997)
- Anticlimax: A Feminist Perspective on the Sexual Revolution (1990)
- The Lesbian Heresy: A Feminist Perspective on the Lesbian Sexual Revolution (1993)
- The Idea of Prostitution (1997)
- Unpacking Queer Politics: A Lesbian Feminist Perspective (2003)
- Beauty and Misogyny: Harmful Cultural Practices in the West (2005)